# Suddivisione amministrativa del Regno di Napoli

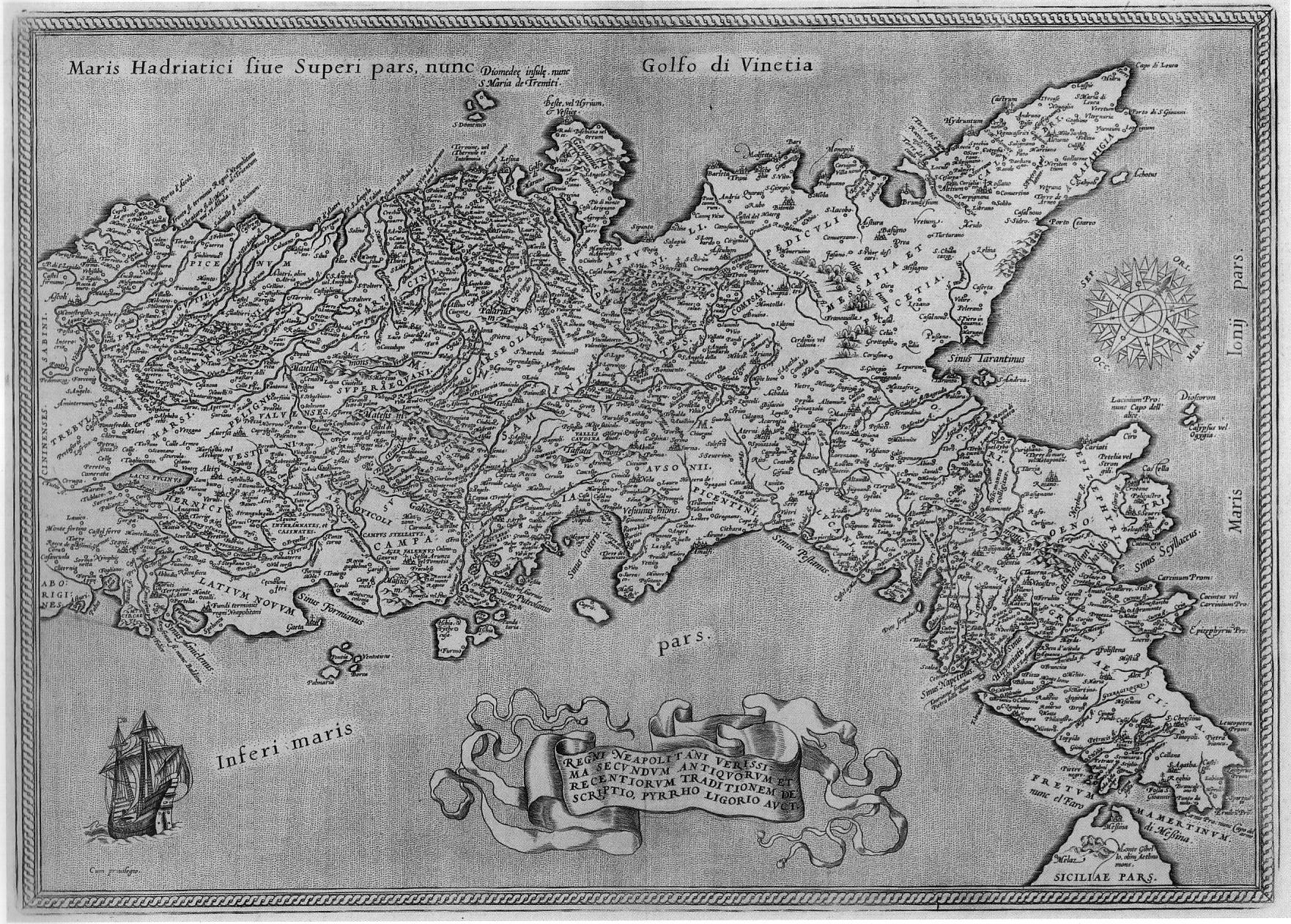
Carta geografica del Regno di Napoli redatta da Pirro Ligorio nel 1557, ripubblicata da Abraham Oertel nel 1570.

Le province napoletane furono le circoscrizioni amministrative in cui era suddiviso il Regno di Napoli. L'assetto organizzativo del territorio e, in particolar modo, la confinazione delle province derivò dalla ripartizione territoriale stabilita con i giustizierati di età normanno-sveva, dai quali derivarono le province. Queste, sebbene oggetto, nel corso dei secoli, di modifiche nei confini e nell'organizzazione amministrativa, mantennero inalterati il loro numero e i loro toponimi, almeno fino alle riforme di età napoleonica.

## Origine

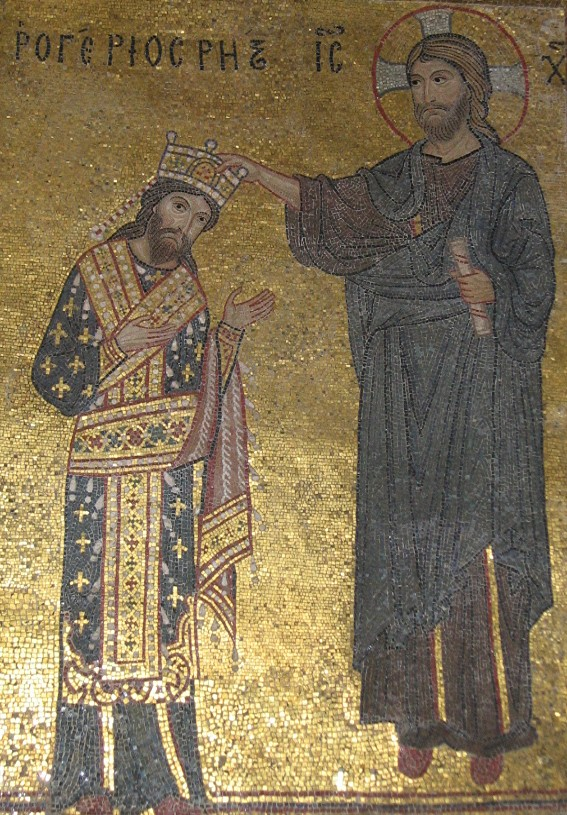
Ruggero II incoronato da Cristo (mosaico, Chiesa della Martorana)

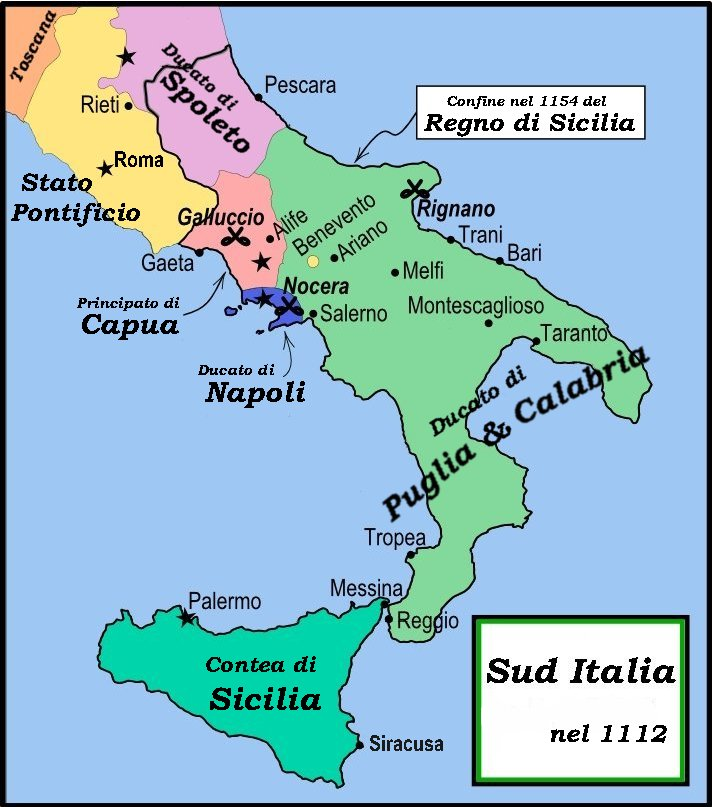
Contea di Sicilia e Ducato di Puglia e Calabria nel 1112.

In seguito all'istituzione del Regno di Sicilia, Ruggero II estese il sistema dei giustizierati anche alla parte continentale dello Stato siciliano. Il sovrano riorganizzò il Regno suddividendolo, idealmente, quando non amministrativamente, in due macroaree, la prima, che includeva i territori siciliani e calabresi, costituiva il Regno di Sicilia propriamente detto, la seconda, che includeva i restanti territori peninsulari, costituiva il Regno di Puglia. Ciascuna di dette aree era frazionata in più giustizierati –distretti di giustizia governati da un funzionario di nomina reale, il giustiziere, che rappresentava l'autorità del sovrano a livello provinciale. Il numero e i toponimi di queste unità amministrative, però, furono variabili nel tempo.

L'organizzazione territoriale fissata da Federico II diede un assetto più stabile alle circoscrizioni amministrative in cui l'Imperatore suddivise il Regno di Sicilia. Il sovrano mantenne la detta suddivisione in macroaree, mutando, però, il nome di esse in Capitaneria a Porta Roseti usque limitem Regni (da Roseto sino ai confini del Regno) e Capitaneria a Porta Roseti usque Farum et Sicilia (da Roseto sino al Faro di Messina e Sicilia) e stabilì, con le costituzioni di Melfi del 1231, il numero dei giustizierati in undici; di essi, nove ricadevano nella parte continentale del Regno. Fu dalla riorganizzazione di questi nove giustizierati, avvenuta in epoca angioina e, poi, aragonese che presero forma le dodici province storiche del Regno di Napoli.
| Giustizierati federiciani               | |
| Capitaneria di Sicilia                  | Sicilia al di qua del Salso · Sicilia al di là del Salso · Calabria · Valle di Crati e Terra Giordana                                      |
| Capitaneria di Puglia e Terra di Lavoro | Terra d'Otranto · Terra di Bari · Capitanata · Basilicata · Principato e Terra Beneventana · Terra di Lavoro e Contado di Molise · Abruzzo |

## Le dodici province storiche

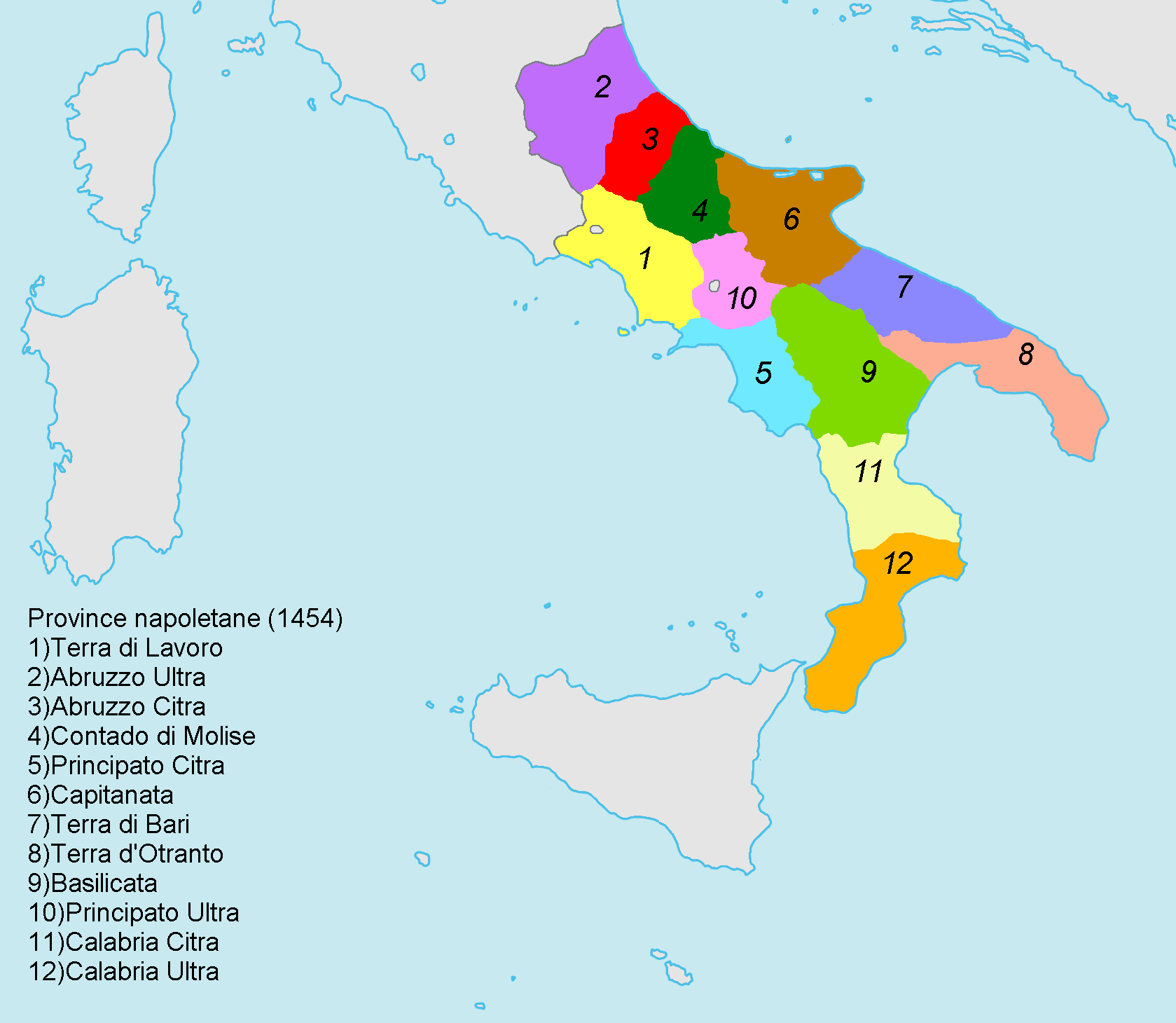
Le province napoletane nel 1454

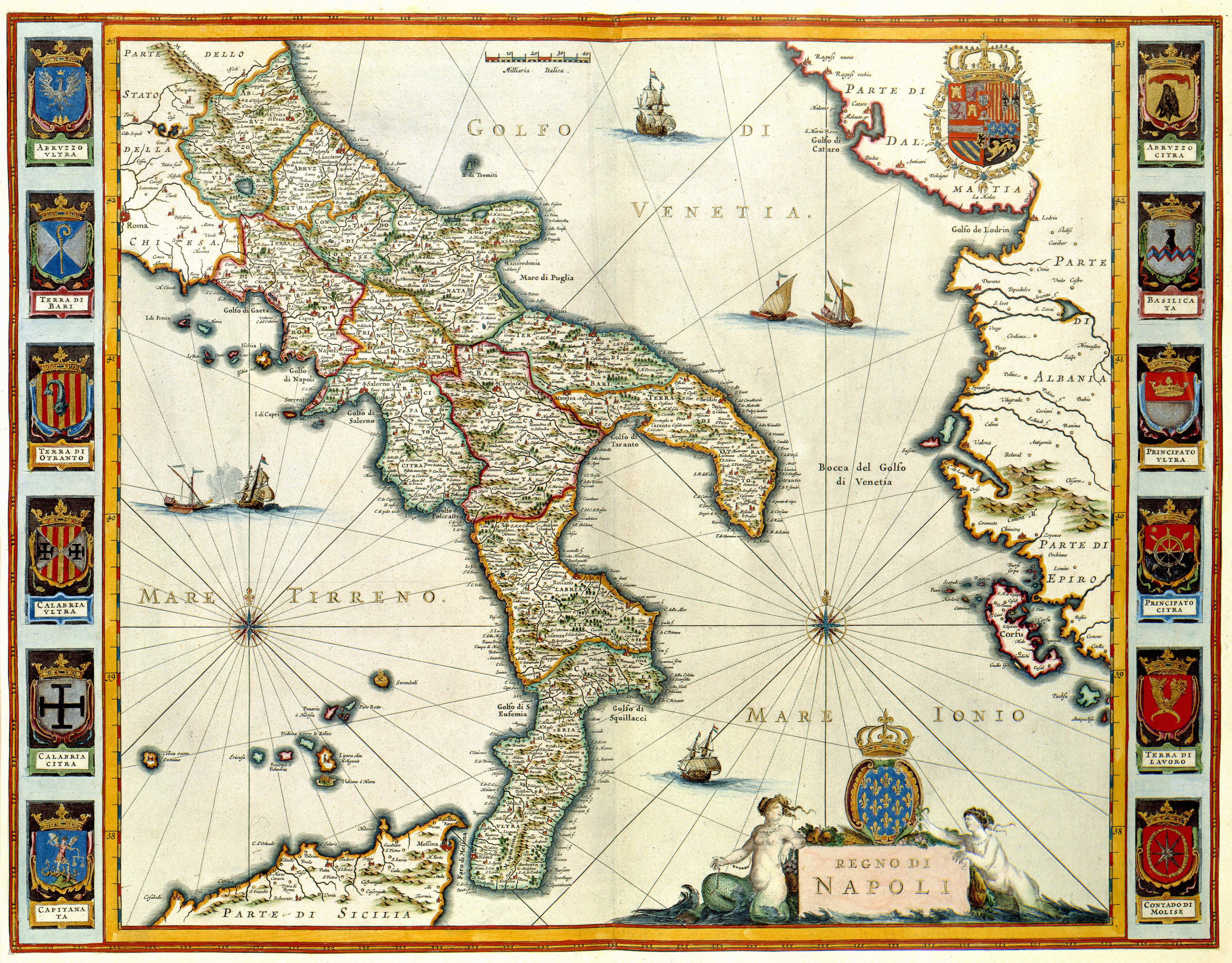
Carta del Regno di Napoli pubblicata nel 1640 dai fratelli Joan Blaeu (1598-1673) e Cornelius Blaeu (1610-1642). La mappa riporta ai margini gli stemmi delle Province. Il regno di Napoli era all'epoca territorio della Spagna degli Asburgo e nell'angolo in alto a destra si distingue lo stemma spagnolo. Come fonte per questa mappa Blaeu utilizzò un atlante del cartografo italiano Giovanni Antonio Magini (1555-1617).

Volendo mantenere una sorta di continuità con l'organizzazione amministrativa federiciana, gli angioini lasciarono inalterato il sistema dei giustizierati, sebbene essi accrebbero il numero delle circoscrizioni. Nel 1273, infatti, con il diploma di Alife, Carlo I suddivise l'Abruzzo in due distinti giustizierati: l'Abruzzo ulteriore e l'Abruzzo citeriore, ovvero Aprutium ultra flumen Piscariae e Apriutium citra flumen Piscariae, fissando il confine tra le due nuove province lungo il corso del fiume Pescara.
La guerra del Vespro e la successiva Pace di Caltabellotta, che comportarono la formazione di due differenti entità statuali, una peninsulare, rimasta agli Angiò, e una insulare, la cui corona passò a Pietro III di Aragona, comportarono anche dei mutamenti nell'organizzazione territoriale dello Stato peninsulare. Nel 1284, infatti, Carlo d'Angiò suddivise il giustizierato di Principato e Terra Beneventana in due distinte province. Il sovrano, temendo che il conflitto per il controllo del Regno di Sicilia potesse coinvolgere pure la Terra Beneventana, decise di separare, anche amministrativamente, questo territorio (già delimitato da suoi propri confini naturali) dal resto della provincia. Furono istituiti, quindi, il Principatus ultra serras Montorii, ovvero il Principato Ultra, e il Principatus citra serras Montorii, ovvero il Principato Citra, individuando quali confini tra le due province i monti Picentini e le colline del montorese.
Il processo di formazione del territorio e dell'identità delle province riguardò anche i toponimi delle stesse. Risale al 1415, durante il regno di Giovanna II, uno dei primi documenti che testimoniano il mutamento di nome delle province calabresi. In un cedolario di quell'anno, infatti, il giustizierato di Calabria viene indicato come Calabria Ultra, mentre resta immutata la denominazione di Valle di Crati e Terra Giordana per l'altro giustizierato, sebbene, già nel 1280, il confine tra le due Calabrie avesse subito un'importante variazione, con il passaggio di molta parte del territorio storico della Terra Giordana al giustizierato di Calabria. Con il passare del tempo, però, i toponimi delle province calabresi cambiarono definitivamente, essendosi affermati, oltre che nell'uso comune, anche in quello ufficiale, i nomi di Calabria Citra flumen Nhetum, in luogo di Valle di Crati e Terra Giordana, e di Calabria Ultra flumen Nhetum, in luogo di Calabria.
In epoca aragonese, il sistema dei giustizierati fu soppresso: la figura del giustiziere fu sostituita da un funzionario, sempre di nomina reale, definito preside, mentre le circoscrizioni amministrative furono indicate, semplicemente, come province. Proprio in età aragonese, a partire dalla seconda metà del XV secolo, si cominciò a considerare il territorio del Regno suddiviso in dodici circoscrizioni: il Contado di Molise, che, sino ad allora, aveva formato un'unica unità amministrativa con la Terra di Lavoro, prese a essere considerato, di fatto, come la dodicesima provincia dello Stato napolitano. In verità, tale nuovo status fu più formale che sostanziale, poiché, fino al 1538, l'amministrazione del Molise fu congiunta, comunque, a quella della Terra di Lavoro e, da quell'anno e fino al 1806, fu legata, poi, a quella della Capitanata.

### Suddivisione amministrativa
Segue l'elenco delle dodici province storiche del Regno di Napoli.
| Le province napoletane |                                                               |                 | |        |
| Giustizierato          | Capoluogo                                                     | Istituzione     | Note | Stemma |
| Abruzzo Ultra          | Aquila                                                        | Carlo I d'Angiò | Nel 1806, fu suddiviso in Abruzzo Ultra I con capoluogo Teramo e Abruzzo Ultra II con capoluogo Aquila. |        |
| Abruzzo Citra          | Chieti                                                        | Carlo I d'Angiò | |        |
| Terra di Lavoro        | Santa Maria, Capua                                            | Federico II     | Nel 1806, fu scorporata la Provincia di Napoli. |        |
| Contado di Molise      | Campobasso                                                    | Federico II     | L'amministrazione era affidata al giustiziere di Terra di Lavoro (fino al 1538) e, successivamente, di Capitanata (fino al 1806, anno in cui acquisì l'autonomia amministrativa).                              |        |
| Capitanata             | Lucera, San Severo, Foggia                                    | Federico II     | Furono capoluoghi Lucera fino al XV secolo, San Severo fino al 1579, ancora Lucera fino al 1806, quindi Foggia.                                                                                                |        |
| Principato Ultra       | Montefusco, Avellino                                          | Carlo I d'Angiò | Il capoluogo fu Montefusco almeno dal 1581, dal 1806 il capoluogo fu trasferito ad Avellino. |        |
| Principato Citra       | Salerno                                                       | Federico II     | In età federiciana comprendeva anche il Principato Ultra. |        |
| Terra di Bari          | Trani, Bari                                                   | Federico II     | Fu capoluogo Trani dal 1586 fino al 1806, poi Bari. Sotto i sovrani francesi la Basilica di San Nicola di Bari fu chiesa regia esente dall'ordinariato episcopale.                                             |        |
| Terra d'Otranto        | Lecce                                                         | Federico II     | Dal periodo aragonese Lecce strappò il primato di centro culturale provinciale alle città bilingui greche di Otranto e Gallipoli.                                                                              |        |
| Basilicata             | Lagonegro, Potenza, Stigliano, Tolve, Tursi, Vignola, Matera. | Federico II     | La sede dei giustizierati fu generalmente itinerante e breve, osteggiata dai baroni locali. Ebbe finalmente sede stabile e duratura in Matera dal 1663 al 1806 come sede amministrativa e al 1811 giudiziaria. |        |
| Calabria Citeriore     | Cosenza                                                       | Federico II     | Nel Regno di Sicilia era chiamata Terra Giordana o Val di Crati. |        |
| Calabria Ulteriore     | Reggio, Catanzaro, Monteleone                                 | Federico II     | Per lungo tempo fu regione bilingue greco-neolatina. |        |

### Il decennio francese

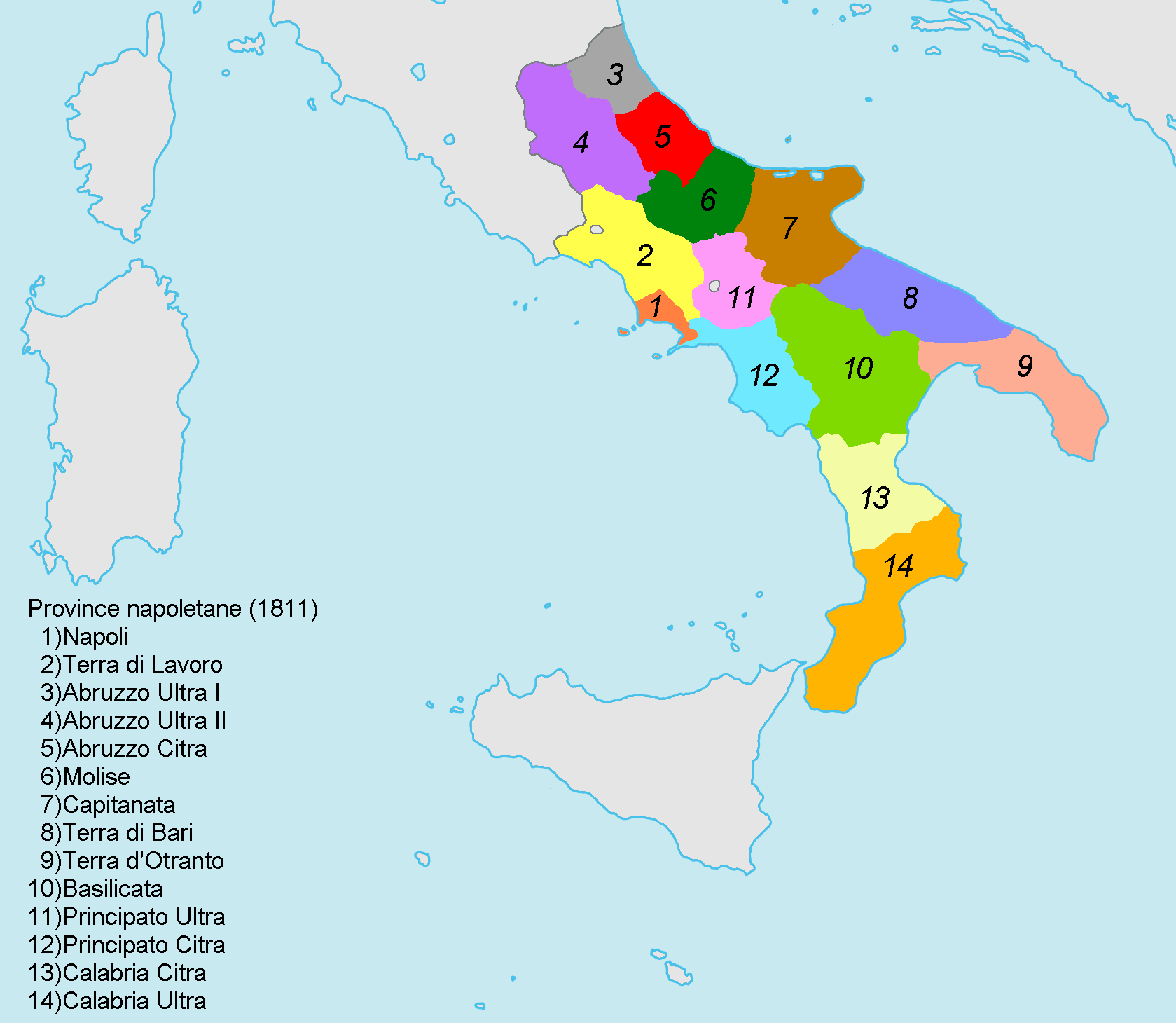
Le province napoletane nel 1811

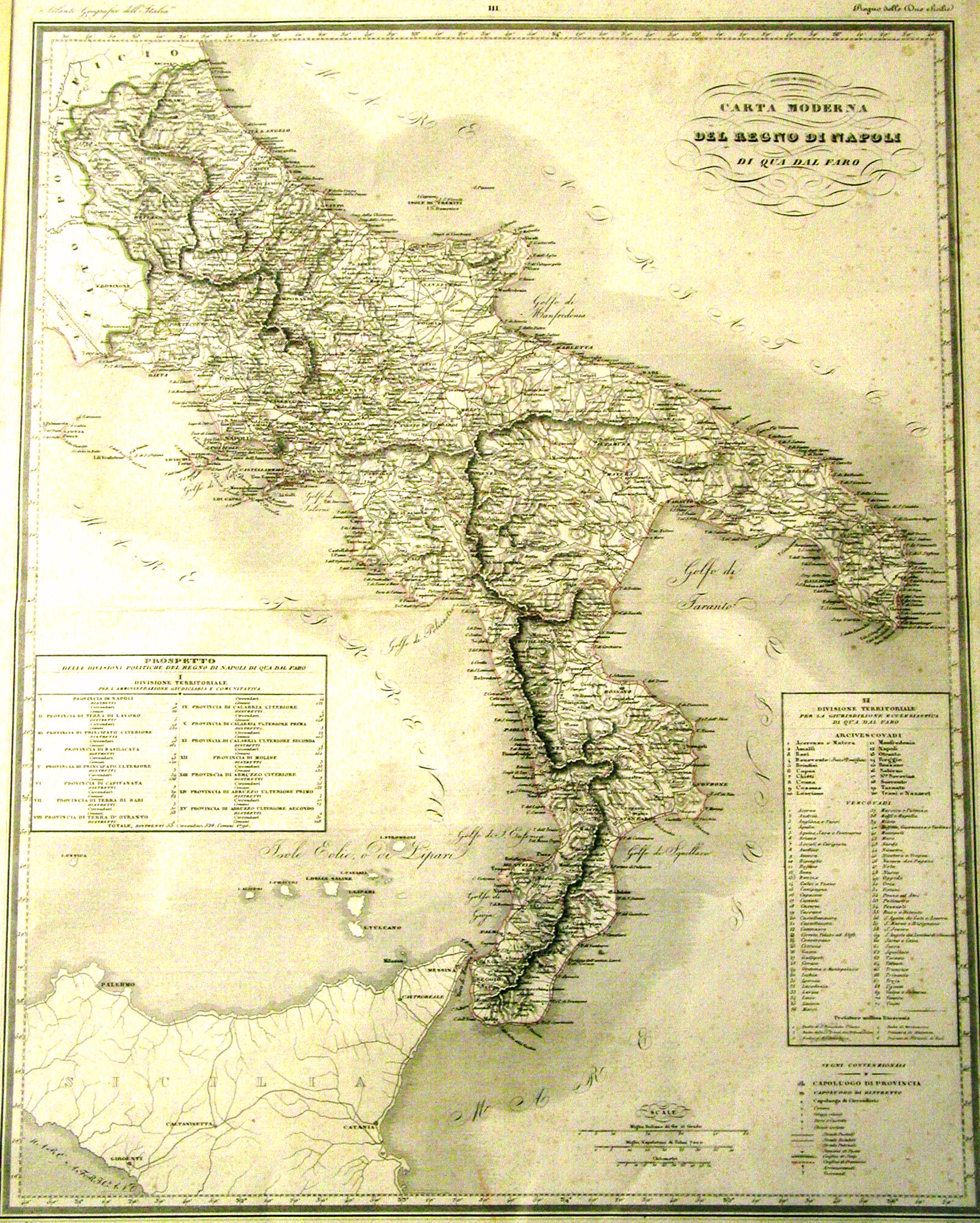
"Carta Moderna del Regno di Napoli di qua dal Faro" - Zuccagni Orlandini Edit. & G.Maina; V.Stanghi Inc.; 1844-45. La Carta riporta la suddivisione amministrativa delle Province del Regno a seguito delle modifiche apportate dalla legge 132 "Sulla divisione ed amministrazione delle province del Regno", varata l'8 agosto 1806 da Giuseppe Bonaparte.

Giuseppe Bonaparte, con la legge n. 132 dell'8 agosto 1806 sulla divisione ed amministrazione delle provincie del Regno, riformò la ripartizione territoriale dello Stato sulla base del modello francese. Furono stabilite, allo stesso tempo, tre nuove province: la provincia di Napoli, istituita per distacco dalla Terra di Lavoro, l'Abruzzo Ulteriore I e l'Abruzzo Ulteriore II, nate dalla scissione dell'Abruzzo Ulteriore in due distinte province. Solo per poche settimane, sulla base del detto provvedimento legislativo, la Capitanata e il Contado di Molise formarono un'unica provincia; già con la legge n. 189 del 27 settembre 1806, infatti, esse si resero indipendenti: il Molise acquisì definitivamente l'autonomia amministrativa e il numero delle province veniva stabilito in quattordici. Negli anni successivi (tra il 1806 e il 1811), una serie di decreti, tra i quali il n. 922 del 4 maggio 1811,  per la nuova circoscrizione delle quattordici provincie del Regno di Napoli, completò il percorso d'istituzione delle province, con la specifica dei comuni che in esse rientravano e la definizione dei limiti territoriali e delle denominazioni di distretti e circondari nei quali veniva suddivisa ciascuna provincia.

## Le province napoletane nel 1860
Con la caduta del Regno delle Due Sicilie nel 1860 il territorio continentale del regno fu dal 25 giugno sotto il controllo della Dittatura di Garibaldi, con la dizione di "Province napoletane".
Il 21 ottobre si tenne il plebiscito con il quesito: Il popolo vuole l'Italia Una e Indivisibile con Vittorio Emanuele Re costituzionale e i suoi legittimi discendenti?. Il quesito fu approvato con il 99,21% dei consensi. A Napoli il presidente della Suprema Corte, Vincenzo Niutta, annunciò il risultato dello scrutinio generale da una tribuna appositamente collocata sulla piazza di San Francesco di Paola, successivamente ribattezzata piazza del Plebiscito.
Il 17 dicembre 1860 il Re Vittorio Emanuele II firmava a Napoli il Decreto di annessione delle Province Napoletane.
 Una Luogotenenza del Re per le province napoletane fu istituita fino al 1861, data della proclamazione del regno d'Italia, con luogotenente Eugenio di Savoia, principe di Carignano.